# Galveston (film)
Galveston è un film del 2018 diretto da Mélanie Laurent.
La pellicola è l'adattamento cinematografico dell'omonimo romanzo del 2010 scritto da Nic Pizzolatto, autore delle sceneggiatura del film sotto lo pseudonimo di Jim Hammett.

## Trama
Roy Cady è un criminale al servizio del boss di New Orleans, Stan, a cui viene diagnosticato un cancro terminale ai polmoni. Inoltre Carmen, la ex ragazza di Roy, è ora diventata la donna del suo capo, che vuole liberarsi di lui. Con la messinscena di un ultimo incarico da sicario, Stan tende a Roy una trappola da cui questi esce miracolosamente vivo. Nella fuga, l'uomo si imbatte in Rocky, una prostituta adolescente che ha bisogno d'aiuto. Mentre fuggono in macchina, diretti verso Galveston in Texas, Rocky chiede a Roy di fare tappa a Orange, suo paese natale. Qui, in una catapecchia fatiscente, la ragazza spara al suo patrigno e preleva la sua sorellina Tiffany. Inizialmente restio, Roy accetta gradualmente la presenza delle due sorelle e i tre si stabiliscono temporaneamente a in un motel vicino alla spiaggia di Galveston di nome Emerald Shores.
In seguito Roy lascia il motel per un paio di giorni, per recarsi a casa della sua vecchia fidanzata, ora sposata e sistemata, e comunicarle la propria malattia terminale. La donna però rimane indifferente ai suoi tentativi di rappacificazione e gli ricorda che all'epoca era un violento e un alcolizzato. Nel tornare all'Emerald, Roy scopre che Rocky ha ricominciato a prostituirsi pensando che lui le avesse abbandonate, affidando Tiffany a due anziane ospiti del motel. Una sera, quando Rocky torna nella sua camera, Roy quasi la aggredisce, rinfacciandole di essere una poco di buono: in realtà, l'uomo vorrebbe che la ragazza mettesse la testa a posto e si costruisse una vita vera. Inoltre Roy apprende da un articolo di giornale che Rocky non ha soltanto ferito il patrigno, ma lo ha ucciso.
La ragazza allora gli confessa la verità: Tiffany non è sua sorella ma sua figlia, concepita dopo una violenza subita dal patrigno. Per sfuggirgli, la ragazza aveva abbandonato Tiffany ed era finita in Louisiana a fare la prostituta. Alla sua richiesta di non abbandonarle, Roy risponde che non lo farà. Tra i documenti che ha trafugato nel luogo dell'imboscata, Roy trova informazioni che potrebbero incriminare Stan e i suoi contatti, così chiama il boss con un telefono pubblico e lo ricatta. Più tardi, chiede a Rocky se le piacerebbe uscire a cena con lui. Avendo lasciato Tiffany con le due signore del motel, i due si recano così in un locale su un laghetto e, dopo aver bevuto un po', incominciano a ballare, rimanendo alla fine abbracciati. Mentre stanno tornando vengono però aggrediti dagli uomini di Stan, che caricano Rocky su un furgone e stordiscono Roy.
Quando si risveglia, l'uomo si ritrova nel covo del boss, che - dopo averlo fatto picchiare - gli rinfaccia la sua ingenuità nel pensare che non li avrebbero trovati. In un momento in cui Roy è da solo, sopraggiunge di nascosto Carmen, che lo libera e gli intima di scappare. Roy cerca dapprima Rocky, ma quando la trova è troppo tardi: la ragazza è stata violentata e uccisa. Disperato, Roy fugge di nascosto dalla struttura, uccidendo anche due scagnozzi di Stan. Mentre scappa ha però un incidente automobilistico. Risvegliatosi all'ospedale, scopre che in realtà il suo tumore può essere curato, informazione che non possedeva non avendo mai fatto la biopsia. A questo punto, però, Roy preferirebbe morire piuttosto che affrontare la prigione. Il legale di Stan lo informa però che, se dirà qualcosa di incriminante sul suo vecchio capo, i suoi uomini uccideranno Tiffany.
Vent'anni dopo, Roy è uscito di prigione e si è stabilito a Galveston. Poco prima dell'arrivo di un uragano, riceve la visita di Tiffany, ormai adulta, che lo ha cercato per tutto quel tempo per scoprire la verità sul perché lui e Rocky l'abbiano abbandonata. Roy scopre che la ragazza è fidanzata e studia all'università, al che le racconta tutta la verità su sua madre. Una volta andata via, Roy, ormai desideroso di morire, esce da solo nell'uragano e si dirige verso la spiaggia, dove ha una visione di Rocky, ora serena e sorridente.

## Produzione
Nic Pizzolatto viene accreditato sotto lo pseudonimo di Jim Hammett a causa delle divergenze sulla sceneggiatura avute con la regista Mélanie Laurent, che aveva una visione diversa dalla sua, portando così l'autore a non riconoscere l'opera.

## Distribuzione
Il film è stato presentato al South by Southwest il 10 marzo 2018 e distribuito nelle sale cinematografiche statunitensi a partire dal 19 ottobre 2018.
In Italia è arrivato nelle sale dal 6 agosto 2020.

## Riconoscimenti
- 2018 - Philadelphia Film Festival
  - Candidatura per il miglior film
- 2018 - South by Southwest
  - Candidatura per il Gamechanger Award a Mélanie Laurent